# Marie Cavallier
Marie Cavallier (nome completo in francese Marie Agathe Odile; Parigi, 6 febbraio 1976) è la seconda moglie del principe Gioacchino di Danimarca dal 2008.

## Biografia

### Famiglia e istruzione
Marie è nata a Parigi nel 1976, figlia di Alain Cavallier (1940), comproprietario di un'agenzia pubblicitaria, e di Françoise Moreau (1945), proprietaria dell'hotel "Châteu de la Vernède", situato vicino Avignone. La sua nonna paterna fu Odile Labesse (1918-2016), che sposò in seconde nozze il barone Jean Brunet de Sairigné (1914-1998) nel 1951, ed è una trisnipote di Camille Cavallier.
I suoi genitori divorziarono quando aveva 11 anni. Ha quattro fratellastri, Benjamin e Gregory Grandet (nati in Svizzera dalle prime nozze di sua madre), e Charles ed Edouard Cavallier (nati dalle seconde nozze di suo padre a Parigi). Il 7 novembre 1987 sua madre sposò il consulente finanziario Christian Grassiot.
Studiò nella capitale francese dal 1981 al 1989, anno in cui entrò al Collège Alpin International Beau Soleil di Villars-sur-Ollon, in Svizzera. Vi tenne gli esami finali nel giugno 1993 e dal 1994 studiò economia e commercio internazionale all'Università di Ginevra. Nel 1995 si spostò al Babson College di Boston e nel 1997 entrò al Marymount Manhattan College di New York, laureandosi nel 1999. Oltre al francese, parla in danese, inglese, italiano e spagnolo.

### Carriera e matrimonio
Nell'estate del 1994 lavorò a Parigi come assistente del responsabile delle pubbliche relazioni di Estée Lauder e, nell'estate del 1997, per l'amministratore delegato dell'ING Numismatic Group SA a Ginevra. Durante gli studi fu attiva anche come insegnante di francese e dopo la laurea venne assunta a New York dalla DoubleClick come coordinatrice del marketing internazionale.
Nel 2002 tornò a Parigi per lavorare al dipartimento stampa dell'agenzia pubblicitaria francese Media Marketing. Divenne assistente dell'amministratore delegato di Radianz a Ginevra per l'agenzia di stampa Reuters nel 2004. Nel gennaio del 2005 fece ritorno all'ING Numismatic Group SA, per ricoprire il ruolo di segretaria esecutiva fino al suo matrimonio.
Nello stesso anno iniziò a frequentare Gioacchino di Danimarca, conosciuto nel 2002. Il 3 ottobre 2007 venne annunciato il loro fidanzamento ufficiale. Si sposarono il 24 maggio 2008 all'interno della chiesa di Møgeltønder. Attraverso le nozze si convertì dalla fede cattolica al luteranesimo e divenne una cittadina danese.

### Attività
Nel 2011 cominciò a formarsi professionalmente all'Agenzia Danese per la Gestione delle Emergenze (DEMA), di cui divenne primo tenente onorario. Nel 2016 entrò nello staff dell'Agenzia come impiegata di progetto speciale nell'area della prevenzione. Nello stesso anno prese parte al Pride di Copenaghen come rappresentante e patrona dell'AIDS-Fondet.

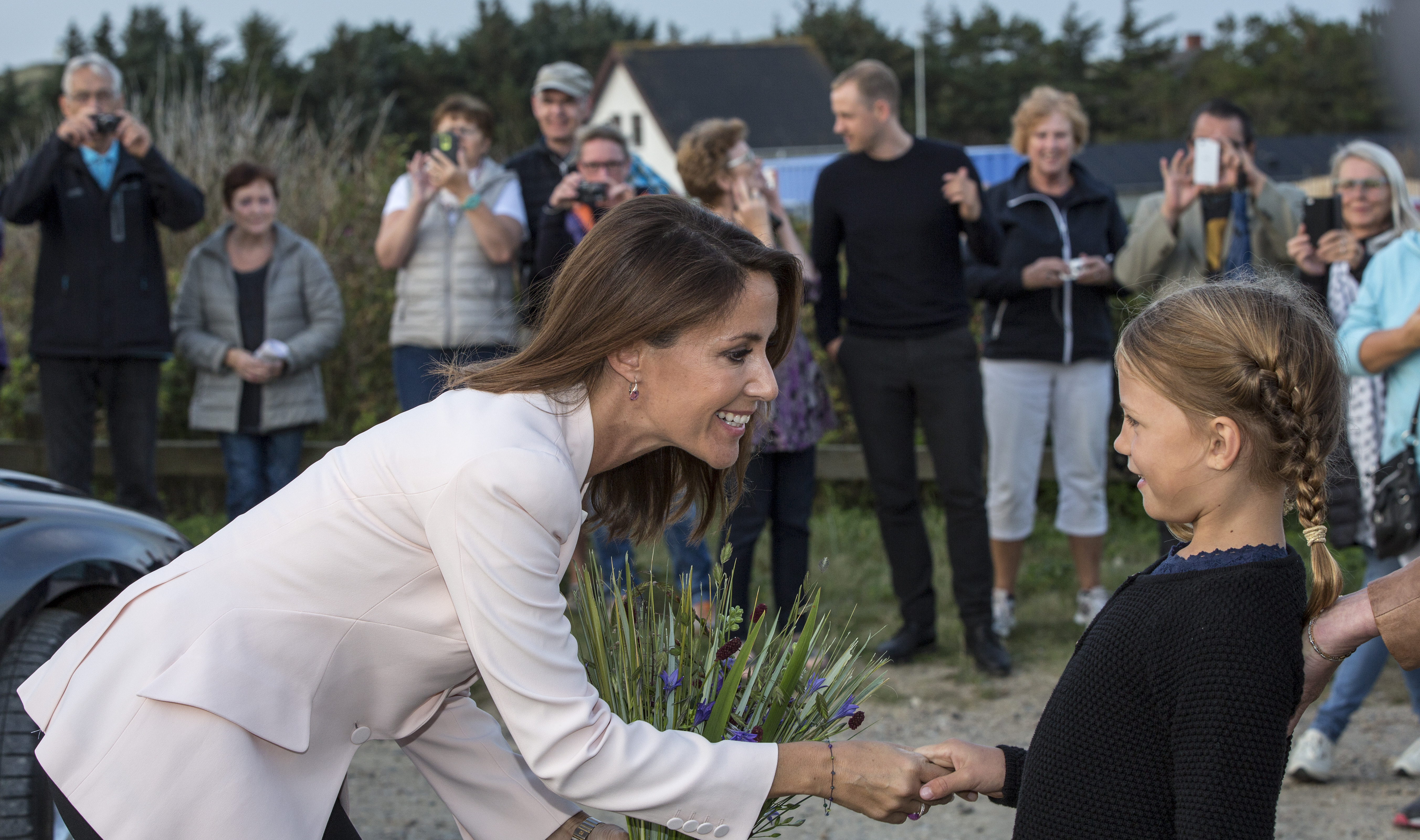
Marie al Vadehavsfestival nel 2016

Nel 2018 partecipò alla competizione nazionale della Danish Civil Protection League (DCPL), in occasione del 40⁰ anniversario del concorso. Dal 2021 ricoprì il ruolo di Rappresentante Culturale Speciale presso l'ambasciata della Danimarca a Parigi, allo scopo di rafforzare la cooperazione con la Francia. Visitò la Maison du Danemark sugli Champs-Élysée, un centro espositivo sulla cultura e il commercio danesi. Ha mantenuto l'incarico fino al 2023.
Il 1⁰ dicembre 2022 ricevette l'Ordine delle arti e delle lettere dall'ambasciatore francese Christophe Parisot, in riconoscimento al suo lavoro per la promozione dei rapporti culturali franco-danesi. Il 27 aprile del 2023 è stata nominata capo sezione à la suite della DEMA.

## Patrocini
Marie Cavallier è protettrice o ricopre incarichi per le seguenti organizzazioni:
- DanChurchAid (dal 2011);[12]
- AIDS-Fondet;
- Alliance Française in Danimarca;
- Copenhagen Cooking & Food Festival;
- Associazione Danese dello Sci;
- Commissione nazionale danese dell'UNESCO;
- Casa dello Studente Danese a Parigi;
- Associazione Epilessia;
- Folkekirkens Nødhjælp;
- Centro Kattegat;
- Associazione Nazionale dell'Autismo;
- Le Souvenir Français - Den Danske Komité;
- New Nordic Jewellery and Watch Show;
- Premio letterario degli Ambasciatori Francofoni in Danimarca;
- Schackenborg Fonden;
- Tønder Festival;
- Christian Den Fjerdes Laug i Aalborg;
- Presidentessa onoraria della Sezione Danese del Lycée International;
- Kongelig Mayestaits Acteurs;
- Membro onorario della Foreningen til den ædle Hesteavls Fremme.

## Discendenza

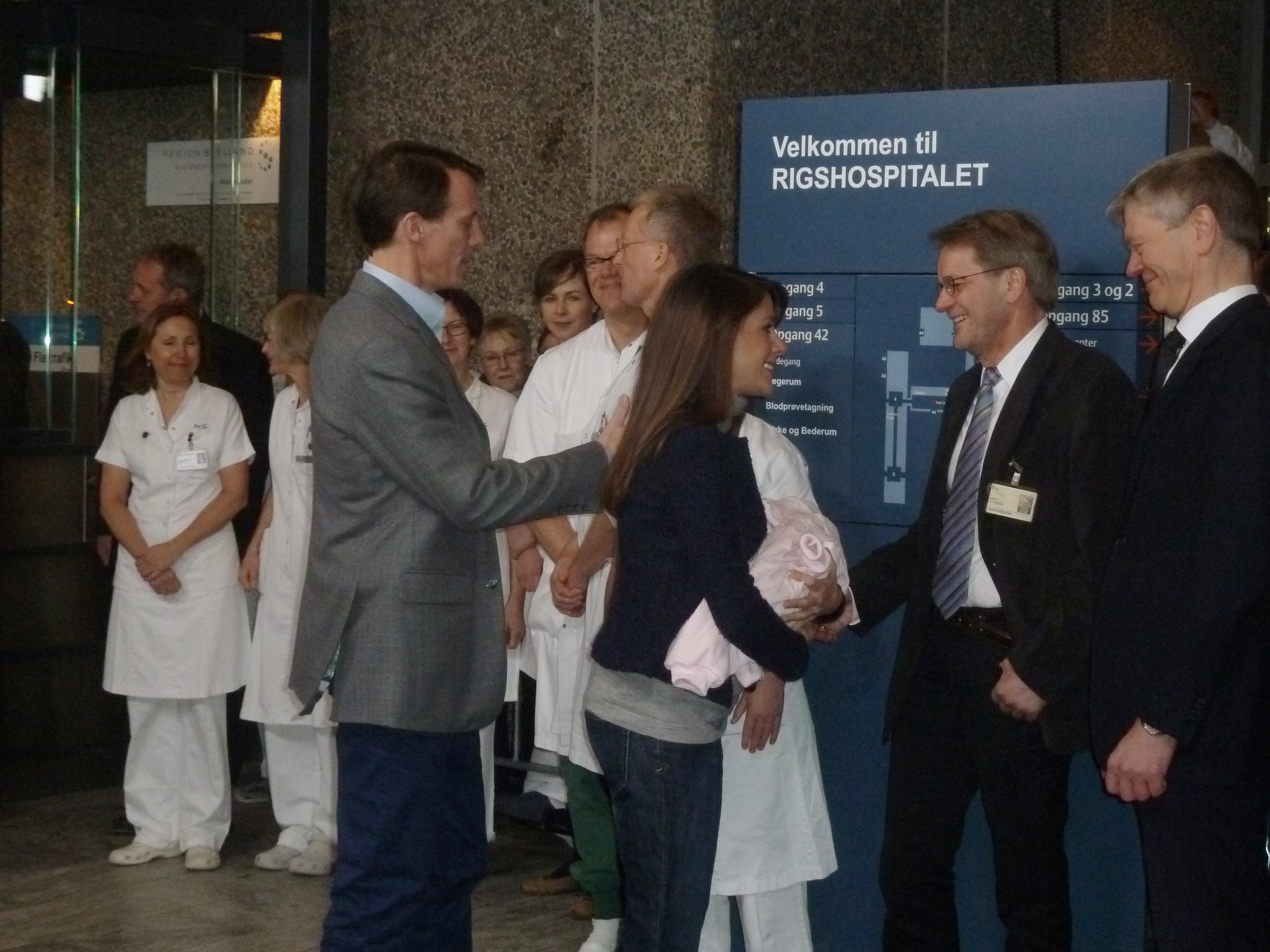
Gioacchino e Marie con il personale del Rigshospitalet di Copenaghen tre giorni dopo la nascita della loro figlia

Marie Cavallier e Gioacchino di Danimarca hanno un figlio e una figlia:
- S.E. Conte Henrik Carl Joachim Alain (Copenaghen, 4 maggio 2009);[13][14]
- S.E. Contessa Athena Marguerite Françoise Marie (Copenaghen, 24 gennaio 2012).[15]

## Titoli e trattamento
- 6 febbraio 1976 - 24 maggio 2008: Marie Agathe Odile Cavallier
- 24 maggio 2008 - attuale: Sua Altezza Reale, la principessa Marie di Danimarca, contessa di Monpezat

## Ascendenza
|                         |     |                          | Genitori       |  |  | Nonni |  |  | Bisnonni                  |  |  | Trisnonni         |  |
|                         |     |                          |                |  |  |       |  |  | Charles Georges Cavallier |  |  | Camille Cavallier |  |
|                         |     |                          |                |  |  |       |  |  | Charles Georges Cavallier |  |  | Camille Cavallier |  |
|                         |     | Thérèse Julie Mangeot    |                |  |  |       |  |  | Charles Georges Cavallier |  |  |                   |  |
| Pierre Claude Cavallier |     |                          |                |  |  |       |  |  | Charles Georges Cavallier |  |  |                   |  |
|                         |     | Marie Thérèse Legris     | Charles Legris |  |  |       |  |  |                           |  |  |                   |  |
|                         |     | Marie Thérèse Legris     | Charles Legris |  |  |       |  |  |                           |  |  |                   |  |
|                         |     | Marie Thérèse Legris     | Marie Delcarte |  |  |       |  |  |                           |  |  |                   |  |
| Alain Cavallier         |     | Marie Thérèse Legris     |                |  |  |       |  |  |                           |  |  |                   |  |
|                         |     | Georges Labesse          | ...            |  |  |       |  |  |                           |  |  |                   |  |
|                         |     | Georges Labesse          | ...            |  |  |       |  |  |                           |  |  |                   |  |
|                         |     | Georges Labesse          | ...            |  |  |       |  |  |                           |  |  |                   |  |
| Odile Labesse           |     | Georges Labesse          |                |  |  |       |  |  |                           |  |  |                   |  |
|                         |     | Jeanne Marie Anne Prodon | ...            |  |  |       |  |  |                           |  |  |                   |  |
|                         |     | Jeanne Marie Anne Prodon | ...            |  |  |       |  |  |                           |  |  |                   |  |
|                         |     | Jeanne Marie Anne Prodon | ...            |  |  |       |  |  |                           |  |  |                   |  |
| Marie Cavallier         |     | Jeanne Marie Anne Prodon |                |  |  |       |  |  |                           |  |  |                   |  |
|                         | ... | ...                      |                |  |  |       |  |  |                           |  |  |                   |  |
|                         | ... | ...                      |                |  |  |       |  |  |                           |  |  |                   |  |
|                         | ... | ...                      |                |  |  |       |  |  |                           |  |  |                   |  |
| ...                     | ... |                          |                |  |  |       |  |  |                           |  |  |                   |  |
|                         |     | ...                      | ...            |  |  |       |  |  |                           |  |  |                   |  |
|                         |     | ...                      | ...            |  |  |       |  |  |                           |  |  |                   |  |
|                         |     | ...                      | ...            |  |  |       |  |  |                           |  |  |                   |  |
| Françoise Moreau        |     | ...                      |                |  |  |       |  |  |                           |  |  |                   |  |
|                         |     | ...                      | ...            |  |  |       |  |  |                           |  |  |                   |  |
|                         |     | ...                      | ...            |  |  |       |  |  |                           |  |  |                   |  |
|                         |     | ...                      | ...            |  |  |       |  |  |                           |  |  |                   |  |
| ...                     |     | ...                      |                |  |  |       |  |  |                           |  |  |                   |  |
|                         |     | ...                      | ...            |  |  |       |  |  |                           |  |  |                   |  |
|                         |     | ...                      | ...            |  |  |       |  |  |                           |  |  |                   |  |
|                         |     | ...                      | ...            |  |  |       |  |  |                           |  |  |                   |  |
|                         |     | ...                      |                |  |  |       |  |  |                           |  |  |                   |  |